# جانورک استنسیو
جانورک استنسیو (نام علمی: Stensioella heintzi) نام یک گونه از رده پلمه‌پوستان است.
همچنین این گونه در دوره دوونین منقرض شده است.